# Louis I. Kahn Chair
Der Louis I. Kahn Chair ist der Lehrstuhl in Erinnerung an den US-amerikanischen Architekten Louis I. Kahn an der Yale School of Architecture in New Haven, an der er zwischen 1947 und 1957 lehrte.

## Gastprofessoren
| Herbstsemester 1999    | Daniel Libeskind                           |
| Herbstsemester 2000    | Tod Williams & Billie Tsien                |
| Herbstsemester 2001    | Peter Eisenman                             |
| Frühjahrssemester 2002 | Frank O. Gehry                             |
| Herbstsemester 2002    | Peter Eisenman                             |
| Frühjahrssemester 2003 | Tod Williams & Billie Tsien                |
| Herbstsemester 2003    | Peter Eisenman                             |
| Frühjahrssemester 2004 | Frank O. Gehry                             |
| Herbstsemester 2004    | Peter Eisenman                             |
| Frühjahrssemester 2005 | Tod Williams & Billie Tsien                |
| Herbstsemester 2005    | Peter Eisenman                             |
| Frühjahrssemester 2006 | Frank O. Gehry                             |
| Herbstsemester 2006    | Peter Eisenman                             |
| Frühjahrssemester 2007 | Peter Eisenman                             |
| Herbstsemester 2007    | Peter Eisenman                             |
| Frühjahrssemester 2008 | Peter Eisenman                             |
| Herbstsemester 2008    | Peter Eisenman                             |
| Frühjahrssemester 2009 | Peter Eisenman                             |
| Herbstsemester 2009    | Peter Eisenman                             |
| Frühjahrssemester 2010 | Frank O. Gehry                             |
| Herbstsemester 2010    | Tod Williams & Billie Tsien                |
| Frühjahrssemester 2011 | Demetri Porphyrios                         |
| Herbstsemester 2011    | Yvonne Farrell und Shelley McNamara        |
| Frühjahrssemester 2012 | Demetri Porphyrios                         |
| Herbstsemester 2012    | Róisín Heneghan and Shih-Fu Peng           |
| Frühjahrssemester 2013 | Leon Krier                                 |
| Herbstsemester 2013    | Demetri Porphyrios                         |
| Frühjahrssemester 2014 | Frank O. Gehry                             |
| Frühjahrssemester 2015 | Pier Vittorio Aureli                       |
| Frühjahrssemester 2016 | Pier Vittorio Aureli                       |
| Frühjahrssemester 2017 | Thomas Phifer                              |
| Frühjahrssemester 2018 | Róisín Heneghan and Shih-Fu Peng           |
| Frühjahrssemester 2019 | Brigitte Shim                              |
| Frühjahrssemester 2020 | Francine Houben                            |
| Herbstsemester 2021    | Lina Ghotmeh                               |
| Frühjahrssemester 2022 | Frida Escobedo                             |
| Herbstsemester 2022    | Francis Kéré                               |
| Frühjahrssemester 2023 | Mauricio Pezo and Sofia von Ellrichshausen |